# Johannes van het Kruis
Johannes van het Kruis (ook (Sint-)Jan van het Kruis of Joannes van het Kruis; Spaans: Juan de la Cruz; eigenlijke naam: Juan de Yepes; Fontiveros (Ávila), 24 juni 1542 – Úbeda, 14 december 1591) was een Spaanse heilige, mysticus, dichter en kerkleraar.

## Biografie
Van de vader van Juan, Gonzalo de Yepes, is bekend dat hij door zijn familie (zijn ooms) werd uitgestoten omdat hij een zijdeweefster, Catalina Alvarez, zwanger had gemaakt en met haar was getrouwd. Hij stierf na de geboorte van Juan, die zijn derde kind was. Zijn moeder stond hem af aan een intern weeshuis, Colegio de la Doctrina, waarna hij in het hospitaal 'De las bubas' terechtkwam, waar ernstige gevallen van syfilis werden behandeld. In 1563 trad hij in bij de karmelieten, in het Santa Ana klooster in Ávila, onder de naam 'Juan de San Matías'.
Johannes hielp Theresia van Ávila bij haar stichtingen van contemplatieve kloosters. In deze kloosters werden de oude constituties van de karmelieten gehandhaafd. Dat wil zeggen dat de brede interpretatie van de regels, die tot laksheid hadden geleid, opnieuw werd versmald. De reden dat deze regels breder werden geïnterpreteerd, had te maken met een sterke concurrentie van andere ordes, zoals de augustijnen en de dominicanen. Om als orde te kunnen overleven (en genoeg toetredingen te hebben) waren de karmelieten verplicht geweest om hun regels te versoepelen. Juan en Teresia gingen hier tegenin en werden de grondleggers van de reformatie van Spanje.
Het eerste klooster dat tot de 'ongeschoeiden' mag worden gerekend, is dat van San José in Medina del Campo. Het werd in 1567 gesticht zonder toestemming van bisschop Mendoza. De bisschop was tegen de stichting, omdat een klooster dat de oude regels wilde naleven, geen vaste inkomsten mocht hebben, en dus aangewezen was op giften. Teresia mocht geen aanleiding tot het lijden van anderen (haar medezusters) zijn. De stichting werd daarom door Teresia in het geheim voltrokken. 's Nachts werd het huis ingericht dat als klooster ging dienen en 's ochtends werd er de eerste mis gehouden. Hierna kon het klooster enkel ontbonden worden door de generaal van de orde in Rome, en was de bisschop buiten spel gezet.
Juan zal Teresia nadien helpen om de Encarnation, het klooster van de Menswording, waar Teresia oorspronkelijk uit kwam, te hervormen, door als biechtvader op te treden en de zusters op de juiste weg naar God te leiden. Later zal Juan Teresia begeleiden bij illegale stichtingen in het zuiden van Spanje, waarvoor ze geen toestemming had van de ordegeneraal Rubeo. Hierna wordt Johannes opgesloten en gegeseld wegens weerspannigheid; hij had immers een gelofte van gehoorzaamheid afgelegd bij zijn intrede. Tijdens zijn opsluiting te Toledo in 1575 overdenkt hij de weg naar God (geestelijke ontsnapping). Nadat de afsplitsing van de Ongeschoeide Karmelieten officieel was ingezet, zou hij in gedichten de Heer loven.

## Naleven
Na zijn dood werd hij in 1675 zalig verklaard, en in 1726 volgde zijn heiligverklaring. Paus Pius XI verhief hem in 1926 tot kerkleraar. Zijn feestdag wordt gevierd op 14 december. Hij is de heilige van de dichters. Zijn belangrijkste gedicht is Het geestelijk Hooglied. Hierin vergelijkt hij de Heer met een hert. Hij zegt door dit hert te zijn verwond (de genade van God is zo groot dat het hem als mens verwondt in de ziel) en hij zwerft rond op zoek naar het hert dat van hem is weggevlucht. Hij vraagt aan de herders en aan de bloemen om het hem te komen vertellen als ze Hem zien. Op het einde vindt er een vereniging plaats tussen de ziel (Juan) en het hert (de Heer).
Een beroemde tekening, gemaakt door Juan, toont Jezus aan het kruis, van bovenaf gezien. Hieruit is later afgeleid dat Juan het geloof overschouwde, het allemaal overzag. Deze tekening is wereldberoemd geworden doordat Salvador Dalí hem verwerkte in een schilderij, dat hij toepasselijk 'El Cristo de San Juan de la Cruz' noemde. (Oftewel 'De Christus van de Heilige Johannes van het Kruis'.)
De heilige paus Johannes Paulus II promoveerde in 1948 op een proefschrift over Johannes van het Kruis.

## Werken
- De bestijging van de berg Karmel
- Donkere nacht van de ziel
- Levende liefdesvlam
- Geestelijk Hooglied
- Gedichten

## In Nederlandse vertaling
- Mystieke werken, vert. Jan Peters en J.A. Jacobs, 1975. ISBN 9789070092061